# Кривая
Крива́я или ли́ния — геометрическое понятие, определяемое в разных разделах математики различно.

## Элементарная геометрия
В рамках элементарной геометрии понятие кривой не получает отчётливой формулировки. Например, в «Началах» Евклида она определялась как «длина без ширины», также иногда её определяли как «границу фигуры».
По существу в элементарной геометрии изучение кривых сводится к рассмотрению примеров (прямая, отрезок, ломаная, окружность и др.).
Не располагая общими методами, элементарная геометрия довольно глубоко проникла в изучение свойств конкретных кривых (конические сечения, некоторые алгебраические кривые высших порядков и некоторые трансцендентные кривые), применяя в каждом случае специальные приёмы.

## Определение в топологии

### Отображение отрезка
Чаще всего кривая определяется как непрерывное отображение из отрезка в топологическое пространство:
{\displaystyle \gamma \colon [a,b]\to X}
При этом кривые могут быть различными, даже если их образы совпадают.
Такие кривые называют параметризованными кривыми или, если {\displaystyle [a,b]=[0,1]}, путями.

### Отношение эквивалентности
Иногда кривая определяется с точностью до репараметризации, то есть с точностью до минимального отношения эквивалентности такого, что параметрические кривые
{\displaystyle \gamma _{1}\colon [a_{1},b_{1}]\to X} и {\displaystyle \gamma _{2}\colon [a_{2},b_{2}]\to X}
эквивалентны, если существует непрерывная монотонная функция (иногда неубывающая) {\displaystyle h} из отрезка {\displaystyle [a_{1},b_{1}]} на отрезок {\displaystyle [a_{2},b_{2}]}, такая что
{\displaystyle \gamma _{1}\equiv \gamma _{2}\circ h.}
Определяемые этим отношением классы эквивалентности называются непараметризованными кривыми или просто кривыми.

### Комментарий
Приведённое определение во многом позволяет передать наше интуитивное представление о кривой как о чём-то, «нарисованном без отрыва карандаша». Однако это определение является слишком слабым, поскольку ему удовлетворяют многие фигуры, которые трудно считать кривыми.
Например, возможно построить такое непрерывное отображение отрезка в плоскость, что его образ заполняет квадрат (см. кривая Пеано). Более того, согласно теореме Мазуркевича, любое компактное связное и локально связное топологическое пространство является непрерывным образом отрезка. Таким образом, не только квадрат, но и куб любого числа измерений и даже гильбертов кирпич являются непрерывными образами отрезка.
Вышеизложенное показывает, что кривая не может быть определена как непрерывный образ отрезка, если на отображение не наложить дополнительных ограничений.

### Кривая Жордана
Кривой Жордана или простой кривой называется образ непрерывного инъективного отображения (вложения) окружности или отрезка в пространство.
В случае окружности кривая называется замкнутой кривой Жордана, а в случае отрезка — жордановой дугой. 
Известная теорема Жордана утверждает, что любая замкнутая кривая Жордана на плоскости делит её на «внутреннюю» и «внешнюю» часть.
Кривая Жордана является довольно сложным объектом. Например, возможно построить плоскую кривую Жордана с ненулевой мерой Лебега, что было сделано Осгудом по аналогии с кривой Пеано.

## Определение в анализе
В математическом анализе часто используется определение гладкой кривой. Определим сначала плоскую кривую (то есть кривую в {\displaystyle \mathbb {R} ^{2}}). Пусть {\displaystyle x(t)} и {\displaystyle y(t)} — функции на отрезке {\displaystyle [a,b]}, непрерывно дифференцируемые на этом отрезке, и такие, что {\displaystyle (x'(t))^{2}+(y'(t))^{2}} ни для какого t не равно нулю. Тогда отображение {\displaystyle \gamma :[a,b]\to \mathbb {R} ^{2},t\mapsto (x(t),y(t))} задаёт кривую, которая является гладкой; непараметризованная кривая называется гладкой, если она допускает такую параметризацию. Длину гладкой кривой можно вычислить по формуле
{\displaystyle {\text{L}}(\gamma )=\int _{a}^{b}{\sqrt {(x'(t))^{2}+(y'(t))^{2}}}\,dt.}
Это определение можно обобщить на отображения в другие пространства, а также на отображения другого класса гладкости, см. ниже.
Кусочно-гладкая кривая — кривая, которая разбивается на конечное число гладких кривых.

### Определение в дифференциальной геометрии
Если {\displaystyle X} — гладкое многообразие, можно определить гладкую кривую на {\displaystyle X} как гладкое отображение {\displaystyle \gamma \colon [a,b]\to X}, дифференциал которого нигде не обращается в нуль. Если класс гладкости многообразия {\displaystyle X} равен {\displaystyle k}, то {\displaystyle C_{k}}-кривая вводится как кривая, для которой {\displaystyle \gamma } — {\displaystyle k} раз непрерывно дифференцируемое отображение. Если {\displaystyle X} — аналитическое многообразие (например, евклидово пространство) и {\displaystyle \gamma } — аналитическое отображение, кривую называют аналитической.
Гладкие кривые {\displaystyle \gamma _{1}\colon I\to X} и {\displaystyle \gamma _{2}\colon J\to X} называются эквивалентными, если существует диффеоморфизм {\displaystyle p\colon I\to J} (замена параметра), такой что {\displaystyle \gamma _{1}=\gamma _{2}\circ p}. Классы эквивалентности по этому отношению называют непараметризованными гладкими кривыми.
Кусочно-гладкая кривая — кривая, которая разбивается на конечное число гладких кривых.

## Алгебраические кривые
Алгебраические кривые изучаются в алгебраической геометрии. Плоская алгебраическая кривая — это множество точек с координатами {\displaystyle x}, {\displaystyle y}, задаваемое множество решений уравнения {\displaystyle f(x,y)=0}, где {\displaystyle f} — многочлен от двух переменных с коэффициентами в поле {\displaystyle F}. В алгебраической геометрии обычно принимают во внимание не только точки, координаты которых принадлежат {\displaystyle F}, но и точки с координатами в алгебраическом замыкании {\displaystyle F}. Если {\displaystyle C} — плоская алгебраическая кривая, такая что коэффициенты определяющего её многочлена лежат в поле {\displaystyle F}, она называется кривой, определённой над {\displaystyle F}. Точки кривой, определённой над {\displaystyle F}, все координаты которых принадлежат {\displaystyle G}, называются рациональными над {\displaystyle G} (или просто {\displaystyle G}-точками). Пример: кривая {\displaystyle x^{2}+y^{2}+1=0}, определённая над действительными числами, имеет точки, однако ни одна из них не является действительной точкой.
Алгебраические кривые можно определить и в пространствах большей размерности; они определяются как множество решений системы полиномиальных уравнений.
Любая плоская кривая может быть дополнена до кривой на проективной плоскости. Если плоская кривая определяется многочленом {\displaystyle f(x,y)} полной степени {\displaystyle d}, то многочлен
{\displaystyle z^{d}\cdot f(x/z,y/z)}
после раскрытия скобок упрощается до однородного многочлена {\displaystyle f(x,y,z)} степени {\displaystyle d}. Значения {\displaystyle x}, {\displaystyle y}, {\displaystyle z}, такие что {\displaystyle f(x,y,z)=0} — однородные координаты пополнения плоской кривой, при этом точки исходной кривой — это точки, для которых {\displaystyle z} не равно нулю. Пример: кривая Ферма {\displaystyle x^{n}+y^{n}=z^{n}} в аффинной форме принимает вид {\displaystyle x^{n}+y^{n}=1}. Процесс перехода от аффинной кривой к проективной можно обобщить и на более высокие размерности.
Часто встречающиеся примеры плоских кривых — коники (кривые второго порядка) и эллиптические кривые, имеющие важные приложения в криптографии. В качестве примеров алгебраических кривых, задаваемых уравнениями более высоких степеней, можно указать следующие:
- Кривые четвёртого порядка: лемниската Бернулли и овал Кассини.
- Кривые шестого порядка: астроида и нефроида.
- Кривая, определяемая уравнением произвольной чётной степени: (многофокусная) лемниската.

## Трансцендентные кривые
Трансцендентные кривые — это кривые, не являющиеся алгебраическими. Более точно, трансцендентные кривые — кривые, которые можно задать как линию уровня аналитической, но не алгебраической функции (или, в многомерном случае, системы функций). Примеры трансцендентных кривых:
- Гипоциклоида
- Гиперболическая спираль
- Квадратриса
- Клотоида
- Роза (плоская кривая)
- Синусоида
- Синусоидальная спираль
- Спираль Архимеда
- Трактриса
- Трохоида
- Цепная линия
- Циклоида
- Циклоидальная кривая
- Циссоида Диокла
- Эпициклоида

## Типы кривых
- Замкнутая кривая — кривая, у которой начало совпадает с концом.
- Плоская кривая — кривая, все точки которой лежат в одной плоскости.
- Простая кривая — то же, что кривая Жордана.
- Путь — непрерывное отображение отрезка {\displaystyle [0,1]} в топологическое пространство.

### Типы точек на кривой
- Точка излома
- Касп
- Точка перегиба
- Двойная точка

## Ориентированная кривая
Аналогично ориентации прямой любая замкнутая кривая ориентируема двумя способами:
- против часовой стрелки;
- по часовой стрелке.

На рисунке справа показаны две ориентированные окружности: окружность слева ориентирована против часовой стрелки, справа — по часовой стрелке.
Ориентированная, или направленная, кривая — кривая вместе с фиксированным направлением на ней.

## Обобщённые кривые
Более общее определение кривой для случая плоскости было дано Кантором в 1870-e годы:
Канторовой кривой называется компактное связное подмножество плоскости такое, что его дополнение всюду плотно.
Важный пример канторовой кривой доставляет ковёр Серпинского.
Какова бы ни была канторова кривая {\displaystyle L}, она может быть вложена в ковёр Серпинского, то есть в ковре Серпинского содержится подмножество {\displaystyle L'}, гомеоморфное {\displaystyle L}.
Таким образом ковёр Серпинского является универсальной плоской канторовой кривой.
Впоследствии это определение было обобщено Урысоном:
Кривой Урысона называется связное компактное топологическое пространство {\displaystyle C} топологической размерности 1.
Ковёр Серпинского удовлетворяет этому определению, так что всякая канторова кривая является также и кривой Урысона.
Обратно, если плоский связный компакт является кривой Урысона, то он будет канторовой кривой.